# 베네데타 포르카롤리
베네데타 포르카롤리(Benedetta Porcaroli, 1998년 6월 11일 ~ )는 이탈리아의 배우이다. 넷플릭스 드라마 《베이비》의 키아라 알티에리 역으로 유명하다.

## 출연 작품

### 영화
- 2024년 이매큘레이트 - 그웬 역